# Cheonggyecheon

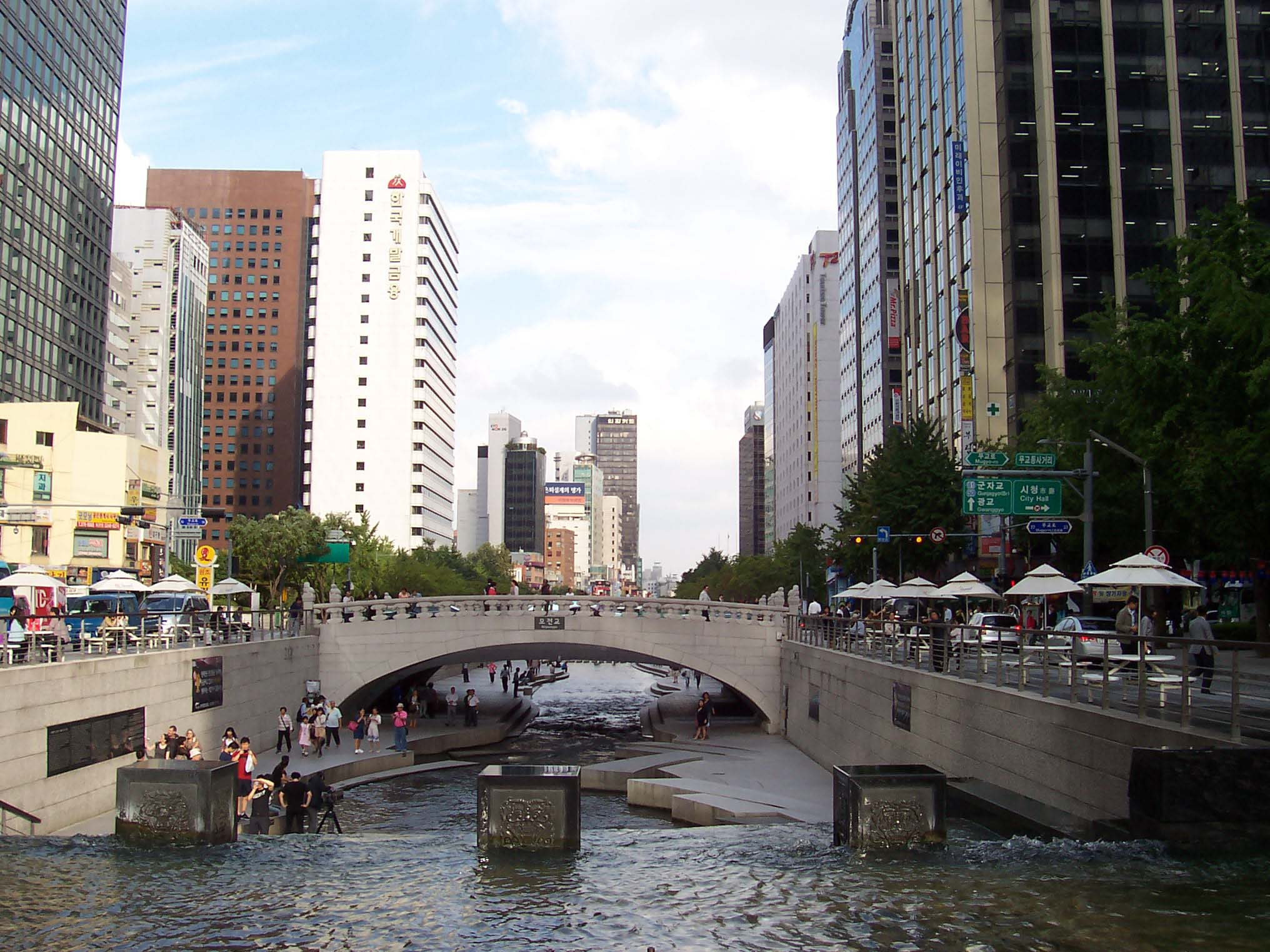
Ponte di Mojeon sul Cheonggyecheon (2012)

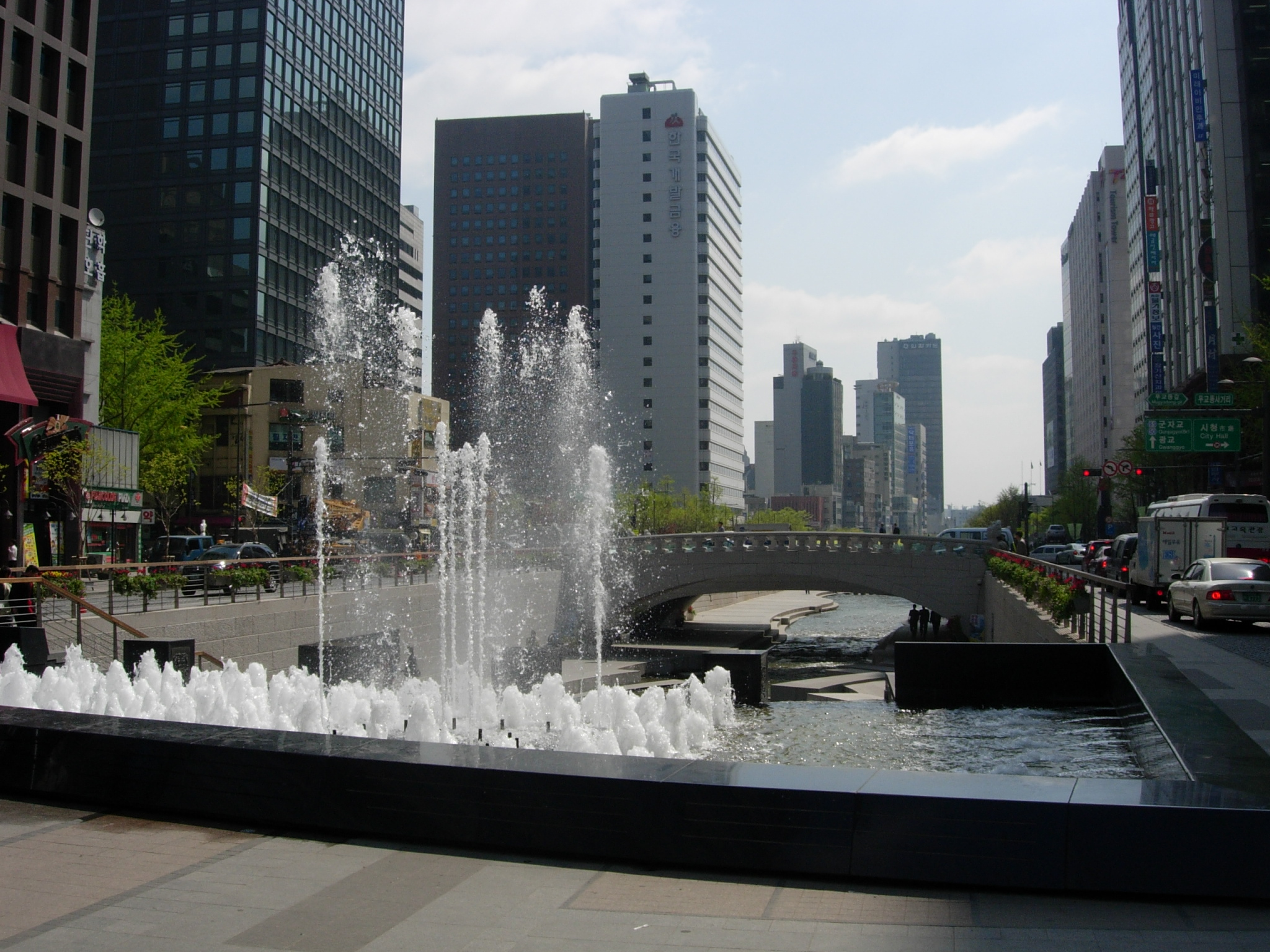
All'inizio del tratto non sotterraneo del fiume Cheonggye

Cheonggyecheon (Hangŭl: 청계천, t͡ʃʰʌŋ.gje.t͡ʃʰʌn) è un'area pubblica ricreativa di 10,9 km2 nel centro di Seul in Corea del Sud.
Il grande progetto di rinnovamento urbano sul sito di un fiume che scorreva prima del Miracolo economico coreano che causò la sua copertura in favore di infrastrutture adibite al trasporto.
I 900 milioni di dollari statunitensi di spesa per il progetto avevano ricevuto per lo più critiche prima della sua apertura nel 2005 ma in seguito l'area ebbe successo sia tra i residenti che tra i turisti.
Il fiume anticamente venne chiamato Gaecheon durante il periodo Joseon dopo una serie di lavori per creare dei drenaggi per la città e fu ribattezzato Cheonggyecheon solo più avanti durante il dominio giapponese. Dopo la guerra di Corea molte persone migrarono a Seoul e decisero di vivere sulle rive del fiume in baracche improvvisate. Il degrado che si venne a creare nella zona, unito alle nuove necessità del boom industriale della Corea, fece sì che il fiume venne ricoperto dalla superstrada Cheonggye Expressway, in seguito abbattuta per ridare al fiume una seconda vita.